# باول فيرغسون (قسيس)
باول فيرغسون (بالإنجليزية: Paul Ferguson)‏ هو قسيس بريطاني، ولد في 13 يوليو 1955.